# You Want It Darker
You Want It Darker – czternasty album studyjny kanadyjskiego muzyka i barda Leonarda Cohena. Wydawnictwo ukazało się 21 października 2016 roku nakładem wytwórni muzycznej Columbia Records.
W Polsce nagrania dotarły do 1. miejsca OLiS i osiągnęły status potrójnej platynowej płyty.

## Lista utworów
| 1. | „You Want It Darker”         | 4:44  |
|    |                              |       |
| 2. | „Treaty”                     | 4:02  |
|    |                              |       |
| 3. | „On the Level”               | 3:27  |
|    |                              |       |
| 4. | „Leaving the Table”          | 3:47  |
|    |                              |       |
| 5. | „If I Didn’t Have Your Love” | 3:36  |
|    |                              |       |
| 6. | „Traveling Light”            | 4:22  |
|    |                              |       |
| 7. | „It Seemed the Better Way”   | 4:21  |
|    |                              |       |
| 8. | „Steer Your Way”             | 4:23  |
|    |                              |       |
| 9. | „String Reprise / Treaty”    | 3:26  |
|    |                              |       |
|    |                              | 36:08 |
|    |                              |       |

## Listy tygodniowe
| Kraj              | Lista                      | Pozycja |
| ----------------- | -------------------------- | ------- |
| Australia         | Australian Charts          | 2       |
| Austria           | Austrian Charts            | 1       |
| Belgia            | Ultratop (Flandria)        | 1       |
| Belgia            | Ultratop (Walonia)         | 1       |
| Czechy            | ČNS IFPI                   | 2       |
| Dania             | Danish Charts              | 1       |
| Finlandia         | Suomen virallinen lista    | 7       |
| Francja           | Les Charts                 | 3       |
| Hiszpania         | Spanish Charts             | 3       |
| Holandia          | Dutch Album Top 100        | 1       |
| Irlandia          | Top 100 Artist Album       | 1       |
| Kanada            | Billboard Canadian Albums  | 1       |
| Niemcy            | Offizielle Deutsche Charts | 2       |
| Norwegia          | VG-lista                   | 1       |
| Nowa Zelandia     | New Zealand Charts         | 1       |
| Portugalia        | Portuguese Charts          | 1       |
| Stany Zjednoczone | Billboard 200              | 7       |
| Stany Zjednoczone | Americana/Folk Albums      | 1       |
| Stany Zjednoczone | Top Rock Albums            | 1       |
| Szkocja           | Scottish Albums Chart      | 4       |
| Szwajcaria        | Schweizer Hitparade        | 2       |
| Szwecja           | Swedish Charts             | 1       |
| Węgry             | Album Top 40 slágerlista   | 5       |
| Wielka Brytania   | UK Albums Chart            | 4       |
| Wielka Brytania   | UK Vinyl Albums            | 1       |
| Włochy            | Italian Charts             | 8       |

## Certyfikaty
| Kraj          | Certyfikat         | Sprzedaż |
| ------------- | ------------------ | -------- |
| Polska (ZPAV) | 3x platynowa płyta | 60 000+  |